# Иеремия (болгарский поп)
Иеремия (X век) — болгарский священник, автор сборника апокрифов, встречающегося в рукописях XIII—XV веков под заглавиями: «Чтение от синов израиловых» и «Слово и похваление Александрово о Моисеове извитем древе, о певги и кедри, и кифариси».
Этот сборник, содержащий апокрифические рассказы «о крестном древе», «о главе Адамовой», о том, «как Иисус плугом орал», «как Пров Иисуса товарищем назвал» и «как Иисус попом стал», составлен из рассказов, заимствованных частью из Палеи, частью из других славянских памятников.
То обстоятельство, что в некоторых памятниках, например, в списке отреченных книг, изданном русским митрополитом Зосимой (1490—1494), Иеремия назван учеником попа Богомила и что в «Правилах русского перевода» (XVI век) есть статья «О Богумиле иже блажьняшеся о кресте Христове», как бы приписывающая апокриф «о крестном древе» попу Богомилу, дало возможность И. В. Ягичу, д-ру Рачки, А. Н. Веселовскому, Е. Голубинскому и др. учёным отожествить Иеремию с Богомилом. Противоположный взгляд высказал М. Соколов, доказывающий, что в компиляции Иеремии нет ничего богомильского: Иеремия относится с благоговением к кресту, между тем как богомилы его не признавали совершенно; он чтит даже другие орудия распятия — копьё, гвозди, губку, почитает Богородицу, считает Христа, сына Божия, творцом видимого Мира (созданного, по учению богомилов, Сатанаилом), признает ветхозаветные книги, церковную иерархию и т. д. Все это противоречит учению еретиков и не только не позволяет отождествлять Иеремию с попом Богомилом, но даже считать его последователем этой ереси.
Есть гипотеза, что деревня «Еремия» носит его имя как родное, потому что 3 км к юго-западу от села находится позднеантичная крепость, значит село было заселено ещё в X веке.

## Источник
- Иеремия, болгарский поп // Энциклопедический словарь Брокгауза и Ефрона : в 86 т. (82 т. и 4 доп.). — СПб., 1890—1907.